# Croce di sant'Andrea (chimica)
La croce di sant'Andrea è un metodo di calcolo relativo a modifiche di concentrazioni che si vogliono realizzare nelle miscele in genere.

## Procedura
Il metodo è il seguente:
- si scrivono in colonna a sinistra le due concentrazioni dei liquidi a disposizione, al centro e in mezzo ad esse la concentrazione da raggiungere (che deve essere compresa fra le due di partenza);
- si calcolano le differenze assolute in senso diagonale, dall'alto a sinistra al basso a destra, e dal basso a sinistra all'alto a destra, fra le concentrazioni di partenza e quella intermedia da raggiungere;
- si ottengono le parti di liquido da utilizzare, che scritte rispettivamente in basso a destra ed in alto a destra completano lo schema della croce di sant'Andrea, da cui il nome del metodo;
- esse vanno poi rapportate proporzionalmente alla proprie quantità da trattare.

## Esempio
Per esempio si consideri il caso in campo alimentare: in che modo si dovrà diluire una panna al 40% di grasso ottenendo un latte al 3% di grasso, usando dell'acqua. Un esempio inverso: una concentrazione di una soluzione zuccherina che dal 45% aumenti al 65%.
In questo esempio si hanno |40 - 3| = 37 parti di acqua + |0 - 3| = 3 parti di panna; in questo caso la somma delle parti è pari alla concentrazione della panna ma ciò dipende solo dal fatto che una delle concentrazioni è zero (acqua), ma può essere differente.
Dovendo poi preparare una certa quantità bisogna rapportare ad essa tale somma che rappresenta il totale della miscela o 100%, l'incognita della proporzione è una delle due percentuali di miscela di partenza. Il procedimento vale anche per miscele di gas o di solidi.
Nel caso dell'esempio inverso il processo fisico di ottenimento della soluzione si chiama esso stesso "concentrazione" e consiste nel fare bollire la soluzione per eliminare l'acqua: eseguendo il calcolo in senso contrario si ottengono le parti di acqua da evaporare o di soluzione rimanenti dopo il processo.